# Морель, Жозеф
Жозеф Пьер Доминик Гийом Морель (фр. Joseph Pierre Dominique Guillaume Morel; март 1763, Эро, Лангедок — Руссильон — 28 апреля 1834, Эро, Лангедок — Руссильон) — французский военный деятель, полковник (1805 год), барон (1808 год), участник революционных и наполеоновских войн.

## Биография
Родился в семье буржуа Пьера Мореля (фр. Pierre Morel; 1731–1807) и его супруги Жанны Гранье (фр. Jeanne Granier; 1743–1808).
Начал службу 8 июня 1793 года в качестве командира 7-го батальона волонтёров департамента Эро, вошедшего в 1794 году в состав 12-й временной полубригады и слитого 23 ноября 1796 года путём амальгамы с 18-й полубригадой лёгкой пехоты. Отличился в рядах Армии Восточных Пиренеев. 17 ноября 1794 года ранен пулей в челюсть навылет при взятии редута у Фигераса. Затем служил в Итальянской армии, сражался при Лонато, Кастильоне, Роверето, Кальдиеро, Арколе и Ла-Фаворите. 
22 декабря 1803 года произведён Первым консулом в майоры, и назначен заместителем командира 8-го полка лёгкой пехоты. Однако, уже 1 февраля 1805 года Морель стал полковником, и возглавил 25-й полк лёгкой пехоты, входивший в состав дивизии Малера лагеря Монтрёй Армии Берегов Океана. Участвовал в кампаниях 1805-07 годов в составе 6-го армейского корпуса маршала Нея Великой Армии. В ходе Ульмской кампании 1805 года сражался при Гюнцбурге и Эльхингене. 4 ноября 1805 года получил пулевое ранение при взятии Форта Шарниц. 16 ноября 1805 года отличился при взятии Клаузена и Бриксена. 26 июля 1806 года стал членом коллегии выборщиков департамента Эро. В новой войне сражался при Йене. В октябре-ноябре участвовал в блокаде и бомбардировке Магдебурга, а также при взятии Торна 6 декабря того же года. 3 февраля 1807 года он был в битве при Алленштейне, а 5 февраля — при Деппене. 23 февраля 1807 года тяжело ранен картечью в плечо и сильно пострадал при падении с лошади в бою при Диршау. Это ранение больше не позволяло ему продолжать действительную службу, и 26 июня 1807 года Морель вышел в отставку. 17 марта 1808 года получил дотацию в 4000 франков с Вестфалии.
Умер 28 апреля 1834 года в родном Лосарге в возрасте 71 года.

## Воинские звания
- Командир батальона (8 июня 1793 года);
- Майор (22 декабря 1803 года);
- Полковник (1 февраля 1805 года).

## Титулы
- Барон Морель и Империи (фр. baron Morel et de l'Empire; декрет от 19 марта 1808 года, патент подтверждён 2 августа 1808 года)[2].

## Награды
Легионер ордена Почётного легиона (25 марта 1804 года)
 Коммандан ордена Почётного легиона (25 декабря 1805 года)